# Helena Cronin
Helena Cronin (nacida en 1942) es una filósofa racionalista darwiniana británica. Es codirectora del Centro de Filosofía de las Ciencias Naturales y Sociales y del Centro Darwin de la London School of Economics. Logró notoriedad con su libro, La hormiga y el pavo real: altruismo y selección sexual desde Darwin hasta hoy (1991) y ha publicado ampliamente desde entonces.

## Biografía
Cronin asistió a la escuela Henrietta Barnett en el suburbio de Hampstead Garden de Londres.
Es coeditora de Darwinism Today, una serie de libros breves sobre teoría evolutiva. Escribe artículos populares en The Guardian y en revistas técnicas. Es Patrona de la asociación Humanistas del Reino Unido.
Dirigió una serie de seminarios en la London School of Economics que se especializó en las implicaciones de la teoría darwiniana para los humanos, según Times Higher Education, que aprecia que "como promotora académica, Helena Cronin tiene pocos iguales". Los seminarios contaron con la participación de Richard Dawkins, David Haig, Daniel Dennett, Steven Pinker y Matt Ridley, entre otros.
Helena también ayudó a mejorar gran parte de El gen egoísta de Richard Dawkins, según lo relatado por él en el prefacio de la segunda edición del libro.

### Familia
Cronin estuvo casada con otro académico, el difunto epidemiólogo dental Aubrey Sheiham, profesor de salud pública dental en el University College de Londres. Su primo hermano es el profesor Michael Marmot, epidemiólogo.

## Recepción
Los fuertes puntos de vista racionalistas de Cronin le han dado prominencia en varias áreas, como la selección sexual, el darwinismo, las habilidades relativas de hombres y mujeres y los derechos de los homosexuales. Algunos se discuten a continuación.

### Altruismo y selección sexual
El zoólogo evolucionista Mark Ridley, revisando La hormiga y el pavo real en el New York Times, escribe que es un "buen libro" en el que Cronin utiliza nuestra comprensión moderna del altruismo (la hormiga) y la "ornamentación sexual peligrosamente llamativa" (el pavo real). Ridley señala que hay dos razones para las diferencias sexuales, como la cola del pavo real, y que Cronin las explica a través del debate de Charles Darwin y Alfred Russel Wallace. Darwin propuso la elección femenina: la estética femenina impulsa las exhibiciones masculinas. Wallace "ignoró el problema de Darwin" (ornamentación) y "negó la solución de Darwin" (elección femenina en lugar de selección natural). En cambio, observa Ridley, Cronin explica que Wallace prefirió la explicación de que las colas de pavo real "surgen casi automáticamente"; creía que la elección femenina era innecesaria e imposible. Ridley encuentra a Cronin "bastante divertida cuando revisa la 'opinión misógina' de los críticos de la elección femenina", citando el ejemplo de Cronin del universalmente desagradable anti-Darwiniano del siglo XIX St. George Mivart, "tal es la inestabilidad de un vicioso capricho femenino, que ninguna constancia de coloración podría producirse por su acción selectiva". Pero curiosamente (observa Ridley), Darwin y Wallace intercambiaron roles en el problema de la hormiga de Cronin, donde Darwin defendía la selección natural, mientras que Cronin cita a Wallace argumentando que para las "facultades intelectuales y morales" humanas, "solo podemos encontrar una causa adecuada en el universo invisible del Espíritu". En opinión de Ridley, "Las intuiciones más sutiles y originales de La hormiga y el pavo real se refieren a las diferencias entre las ideas de Darwin y las ideas modernas". Ridley encuentra que Cronin "se mueve fácilmente entre los victorianos y nosotros", sin evitar por completo el peligro de anacronismo, "el pecado mortal del historiador", que crea este movimiento. Por lo tanto, sospecha que el libro "atraerá más a lectores con mentalidad filosófica que a historiadores", pero reconoce que "afortunadamente" la evolución es "una de las ideas científicas más filosóficas", y Wallace y Darwin pueden sobrevivir siendo tratados como nuestros contemporáneos. 
La revisión de La hormiga y el pavo real en Biología y filosofía comenta que el libro de Cronin está "maravillosamente escrito, con buenos ejemplos, un buen sentido de la historia, destellos de humor y conclusiones claras y directas".
Nils K. Oeijord, en su libro Why Gould was Wrong, señala que Stephen Jay Gould "era realmente un pensador extraño". Oeijord continúa, "Por ejemplo muchos se han preguntado por la revisión verbalmente violenta de Gould de La hormiga y el pavo real (1991) de Helena Cronin. ¡Atacó a Cronin por explicar el altruismo humano como algo natural! Acusó a Cronin de errores, omisiones, trucos, falsedades, florituras retóricas, etc. ¡Pero todas estas cosas son típicamente la forma en que Gould escribe libros!" Oeijord señala que Cronin solo estaba presentando "el nuevo consenso en biología evolutiva: el enfoque de selección de genes" contra el que Gould simplemente tuvo que luchar; pero "dos gigantes científicos", John Maynard Smith y Daniel Dennett defendieron a Cronin contra las acusaciones de Gould.

### Darvinismo
La antropóloga evolucionista inglesa Camilla Power, en Respuesta a Helena Cronin, describió a Cronin como "autora de La hormiga y el pavo real [que] estaba pontificando... sobre cómo la teoría darwiniana debería informar la política social blairista..." Power se propone "aclarar algunos mitos". Ataca la afirmación de Cronin de que las mujeres están dispuestas a desear una sola pareja, señalando que la monogamia es más rara de lo que pensaban los biólogos: las mujeres se resisten a los esfuerzos de los hombres por controlarlas; las hembras humanas también buscan "copulaciones extraparejas (CPE) en la jerga de la ecología evolutiva", mientras que entre los pueblos indígenas de la Amazonía, las hembras buscan "padres de respaldo para cada descendencia". Power observa que los hombres no necesariamente corren de un lado a otro, sino que protegen a las parejas existentes para limitar la elección femenina, contrariamente al punto de vista de Cronin; y entre los Aka en la selva tropical de África Central, los hombres a menudo comparten el cuidado de los niños. "Las estrategias humanas masculinas son casi femeninas según los estándares de los primates". También ataca la visión de Cronin de la madre solitaria, mostrando que las abuelas ayudan a la descendencia de sus hijas. Power es crítica sobre la "misteriosa declaración de Cronin sobre las mujeres" de que "'Son la especie tal como existía antes de que la selección sexual separara a los hombres'", y observa que la naturaleza humana evolucionó en "sociedades a pequeña escala donde nadie era más rico o más pobre". 

### Cualidades masculinas
La revista Edge, en su "Pregunta anual" en 2008, presentó a Cronin en un artículo titulado Más pesas pero también más premios Nobel: por qué los hombres están en la cima:

Solía pensar que estos patrones de diferencias sexuales eran el resultado principalmente de diferencias promedio entre hombres y mujeres en talentos, gustos y temperamentos innatos. Después de todo, en cuanto a los talentos, los hombres son en promedio más matemáticos, más técnicos, las mujeres más verbales; en los gustos, los hombres están más interesados en las cosas, las mujeres en las personas; en temperamento, los hombres son más competitivos, arriesgados, resueltos, conscientes del estatus, las mujeres mucho menos. Pero ahora he cambiado de opinión. No se trata de promedios, sino de extremos. Las hembras están en gran cantidad, agrupadas alrededor de la media. Pero, entre los hombres, la varianza (la diferencia entre más y menos, mejor y peor) puede ser enorme. Por lo tanto, es casi seguro que los hombres estén sobrerrepresentados tanto en la parte inferior como en la superior. Pienso en esto como 'más pesas pero también más premios Nobel'.

## Obras seleccionadas
- La hormiga y el pavo real: altruismo y selección sexual desde Darwin hasta hoy. Cambridge University Press, 1991.
- La batalla de los sexos revisitada, en Richard Dawkins: cómo un científico cambió nuestra forma de pensar. Prensa de la Universidad de Oxford, 2006.